# Ulica Zemborzycka
Ulica Zemborzycka w Lublinie – jedna z głównych ulic w Lublinie łącząca ulicę Władysława Kunickiego w Lublinie z dojazdem do Zalewu Zemborzyckiego (ul. Osmolicka/ul. Żeglarska). Przebiega przez dzielnice Wrotków i Dziesiąta. Nazwa pochodzi od pobliskiej miejscowości Zemborzyce, obecnie częściowo w granicach administracyjnych Lublina, w kierunku której biegnie ulica. 

## Parametry drogi
Na większości swojej długości ma po jednym pasie ruchu w każdą stronę, od 2014 roku wzdłuż odcinka od początku do ul. Wyspiańskiego oraz od ul. Młodzieżowej do końca biegnie wzdłuż niej ścieżka rowerowa, pomiędzy dwoma odcinkami drogę dla rowerów zastępuje ciąg pieszo-jezdny. 
Długość ulicy wynosi 3,4 km. Ulica jest oświetlona lampami sodowymi od początku do skrzyżowania z ul.  Diamentowej.

## Otoczenie
Przy ulicy znajdują się: stadion KKS Sygnał Lublin (dawniej cegielnia), jednostka Państwowej Straży Pożarnej, zlikwidowany z końcem 2014 tor wyścigów motorowych i samochodowych, a także wiele lokali usługowych i magazynów.

## Komunikacja miejska
Ulicą kursują linie autobusowe i trolejbusowe lubelskiej komunikacji miejskiej. Nad ulicą rozwieszona jest trakcja trolejbusowa od ul. W. Kunickiego do ul. Diamentowej.